# 阮朝皇室
阮朝皇室是以「阮福」为国姓的越南阮姓皇室，包括阮朝及其前身广南国两个时期君主的后裔，又称作宗室、尊室。

## 起源
統元六年（1527年），莫登庸篡後黎朝皇位，建立莫朝。阮氏第一代領袖阮淦尋得後黎朝昭宗之子，並迎立至哀牢立為帝，恢復後黎朝，是為黎莊宗。阮淦與兩名兒子阮汪、阮潢合力抗莫，後來阮淦和阮汪先後被莫朝降將楊執一與阮淦女婿鄭檢所害，阮潢為求自保，向姐夫鄭檢要求鎮守順化。
正治元年（1558年），鄭檢允許阮潢鎮守順化，阮潢趁機割據當地，奠下廣南國的基礎，直至景興三十八年（1777年）西山朝阮惠攻巴越，廣南國第十代領袖阮福暘遇害而亡。
景興六十三年（西山朝寶興二年，1802年）五月，廣南阮氏後裔阮福映建元嘉隆，建立阮朝。同年六月，阮朝軍隊攻佔北城，阮光纘被俘，西山朝滅亡。
阮朝建立以後，嘉隆帝（阮福映）並未正式制定宗室管理制度。到明命元年（1820年），嘉隆帝的繼任人明命帝才設立宗人府（後改為尊人府）以管理宗室。

## 玉牒
明命二年（1821年），明命帝令禮部詳查皇室祖先世系，將澄國公阮文溜以前的世系編成“前紀”，為編纂《列聖玉譜》做準備。明命四年（1823年），令范登興、黃金煥、阮祐玶三人和尊人府一起編修《列聖玉譜》和《皇朝尊譜》。明命二十年（1839年），依皇長子長慶公阮福綿宗建議，將《皇朝尊譜》分為〈皇朝尊譜前編〉（記載廣南國君主後裔）和〈皇朝尊譜正編〉（記載阮朝皇帝後裔）以記錄皇族宗室繁衍傳遞和生死娶葬。
《皇朝尊譜》分九卷，卷一至卷七記載的廣南國君主後裔稱作「遠支尊室」，成員包括：
1. 肇祖靖皇帝諸子後裔為第一系
2. 太祖嘉裕皇帝諸子後裔為第二系
3. 熙宗孝文皇帝諸子後裔為第三系
4. 神宗孝昭皇帝諸子後裔為第四系（諸子皆缺後）
5. 太宗孝哲皇帝諸子後裔為第五系
6. 英宗孝義皇帝諸子後裔為第六系（諸子皆缺後）
7. 顯宗孝明皇帝諸子後裔為第七系
8. 肅宗孝寧皇帝諸子後裔為第八系
9. 世宗孝武皇帝諸子後裔為第九系

實際上有七支遠支尊室。而卷八至卷九記載的阮朝皇帝後裔稱作「近支尊室」。
《皇朝尊譜》於明命四年（1823年）時定明由次年（1824年）起每六年一修，八年後改為每隔一年修纂。嗣德帝時又作改動：嗣德八年（1855年）改為每三年一修，嗣德十七年（1862年）改為每隔四年修纂。

## 爵位
明命二十一年（1840年）春，阮朝宗室爵位劃分為二十一等：
1. 親王（超品）
2. 郡王（超品）
3. 親公（正一品）
4. 國公（從一品）
5. 郡公（正二品）
6. 縣公（從二品）
7. 鄉公（正三品）
8. 縣侯（從三品）
9. 鄉侯（從三品）
10. 畿内侯（無采邑，正四品）
11. 畿外侯（無采邑，正四品）
12. 亭侯（從四品）
13. 助國卿（職稱，從四品）
14. 佐國卿（職稱，正五品）
15. 奉國卿（職稱，正五品）
16. 助國尉（職稱，從五品）
17. 佐國尉（職稱，從五品）
18. 奉國尉（職稱，正六品）
19. 助國郎（職稱，正六品）
20. 佐國郎（職稱，從六品）
21. 奉國郎（職稱，從六品）

其中，鄉公及其以上爵位用於冊封皇子及先朝皇子，縣侯以下爵位用於冊封宗室。同時規定，襲爵方式為降襲。

### 降襲
阮朝爵位降襲的方式類似清朝，每次袭爵都要降低等级。明命年间，比较粗疏地规定，按王爵递降为公，公爵递降为侯的方式降袭。嗣德二十一年（1868年）六月，再議定每代降襲宗室應襲爵位。親王、郡王和親公襲爵5次，國公襲爵4次，郡公襲爵3次。最初廷臣商擬的降襲辦法是皇子和先朝皇子不論是什麼爵位，都可以世襲5次，並對每種爵位各世代應襲什麼爵位做了詳細規定。其中，親公玄孫襲爵奉國卿，與親王郡王玄孫所襲佐國卿都是正五品，嗣德帝認為不妥，於是增設輔國尉，品秩為從五品，在奉國卿之下、助國尉之上，用來襲封親公玄孫。同年，嗣德帝又下旨變更襲爵規定，親王郡王親公襲爵5次，國公襲爵4次，郡公襲爵3次，輔國尉也隨之廢除。

### 考封和恩封
阮朝《大南会典事例》規定凡年滿15歲的皇子經過考封可獲得鄉公以上的爵位，根據考封結果，通常會是親公、國公和郡公三等；等到新皇帝即位或逢喜慶節日典禮，已經通過考封的近支尊室會按考封結果宣封，正式授予爵位。皇子皇弟皇亲的爵位除了由一子降等袭爵，还可以恩封一子为亭侯。其余诸子根据考封成绩册封助国卿至奉国郎之间的爵位。

### 諡號
嗣德二十六年（1873年）九月，阮朝規定皇親、公主、宮階的通諡：
1. 親王諡端恭
2. 郡王諡莊恭
3. 親公諡恭肅
4. 國公諡恭睦
5. 郡公諡恭亮
6. 公主諡美淑
7. 一階妃諡徽順
8. 二階妃諡懿顺
9. 三階嬪諡雅順
10. 四階嬪諡嫻順
11. 五階嬪諡麗順
12. 六階婕妤諡柔順
13. 七階貴人諡莊順
14. 八階美人諡謹順
15. 九階才人和不入九階的宮人諡淑順

皇子、公主和宮階去世後，按照對應爵位品階獲得諡號，除非有特殊貢獻，否則不再由朝廷特別賜予美諡。

## 字輩

### 帝裔
明命帝為自己後裔的制定「帝系詩」：綿洪膺寶永，保貴定隆長，賢能堪繼述，世瑞國嘉昌。行輩用字偏旁則為「宀亻礻山玉，阜亻言才禾，貝力才言心，玉石火禾小」，例如皇長子紹治帝叫阮福綿宗，名中有「宀」部；孫子嗣德帝叫阮福洪任，名字裡有「亻」部，以此類推（綿+宀，洪+亻，膺+礻，寶+山，永+玉，保+阜，貴+亻，定+言，隆+才，長+禾，賢+貝，能+力，堪+才，繼+言，述+心，世+玉，瑞+石，國+火，嘉+禾，昌+小）。
此外，明命帝又定日字部二十字，要求后世的君主按此顺序为自己取名：暶時昇昊明、昪昭晄晙晪、智暄暕晅㬏、晊晢曣曦㫟。

### 嘉隆帝諸子後裔
明命元年（1820年），明命帝着手为自己的兄弟制定「藩系詩」。几经修改后，于明命四年（1823年）四月正式颁行。藩系行輩仿效明朝皇室，以藩系詩作上一字之據，下一字則取五行为偏旁，以土、金、水、木、火為序。
藩系詩自從頒布後，又因避諱等原因多次修改，以下列出明命四年頒行版和保大末年的修改版。

#### 英睿皇太子阮福景
颁行：美麗英彊壯，聯輝發佩香，令儀崇巽順，偉望表謙光。
修改：美睿增彊壯，聯輝發佩香，令儀咸巽順，偉望表坤光。
原因：“麗”改“睿”原因不詳，“英”改“增”為避嗣德帝諡號（英皇帝），“彊”為“強”的異體字，“香”曾在建福元年改為“芳”，後又回改為“香”，“崇”改“咸”為避紹治帝諱，“謙”改“坤”為避嗣德帝陵名（謙陵）。

#### 建安王阮福旲
颁行：良謹安仁術，攸行率義方，融怡相式好，高宿彩為章。
修改：良建寧和術，攸行率義方，養怡相式好，高宿彩為祥。
原因：“謹”改“建”疑為避阮福瀕嫌名，“安”改“寧”為避段氏安諱，“仁”改“和”為避明命帝諡號（仁皇帝），“融”改“養”為避紹治帝諱，“章”改“祥”為避紹治帝諡號（章皇帝）。

#### 定遠郡王阮福昞
頒行：靖懷瞻遠愛，景仰茂清華，儼恪由衷達，連忠集吉多。
修改：靖懷瞻遠愛，景仰茂清珂，儼恪由衷達，連忠集吉多。
原因：“靖”又常寫作“靜”，“華”改“珂”為避胡氏華諱。

#### 延慶王阮福晉
頒行：延會豐亨合，元逢泰朗宜，厚留成秀妙，衍慶適芳徽。
修改：延會豐亨合，重逢雋朗宜，厚留成秀妙，衍慶適芳徽。
原因：“元”改“重”疑為避阮福源嫌名，“泰”改“雋”為避阮福溙嫌名。

#### 奠磐公阮福普
頒行：信奠思維正，誠存利建貞，肅恭全友誼，榮顯襲卿名。
修改：信奠思維正，誠存利妥貞，肅恭承友誼，榮顯襲卿名。
原因：“建”改“妥”原因不詳，“全”改“承”為避紹治帝嫌名。

#### 紹化郡王阮福昣
頒行：善紹純循理，聞知在敏求，凝麟才至樂，迪道允孚休。
修改：善紹期循理，聞知在敏猷，凝麟才至樂，迪道允孚休。
原因：“純”改“期”為避阮福淳嫌名，“求”改“猷”為避阮氏玉球嫌名。

#### 廣威公阮福昀
頒行：鳳符徵啓廣，金玉卓標奇，典學期加志，敦彝克自持。
原因：因為廣威公阮福昀無子絕後，該房藩系詩未再修改。

#### 常信郡王阮福昛
頒行：常祜遵家訓，臨莊粹盛容，慎修彌進德，受益懋新功。
修改：常吉遵家訓，臨莊粹盛躬，慎修彌進德，受益懋新功。
原因：“祜”改“吉”為避建福帝諱，“容”改“躬”為避紹治帝嫌名。

#### 安慶郡王阮福㫕
頒行：欽華稱懿範，雅正始弘規，愷悌騰勤譽，眷寧共緝熙。
修改：欽從稱懿範，雅正始弘規，愷悌騰勤譽，眷寧共緝熙。
原因：“華”改“從”為避胡氏華諱。

#### 慈山公阮福昴
頒行：慈采揚瓊錦，敷文藹耀彰，百支皆輔翼，萬葉效匡襄。
修改：慈采揚瓊錦，敷文藹耀陽，百支均輔翼，萬葉效匡襄。
原因：“彰”因避紹治帝諡號，先改為“煌”，後再避阮潢嫌名，改為“陽”，“皆”改“均”為避武氏諧嫌名。

### 明命帝諸子後裔
紹治五年（1845年）秋七月，明命帝的繼任人紹治帝規定自己兄弟的後嗣除了遵守帝系詩命名的第一字外，第二字需按特定偏旁部首取名：
- 壽春公阮福綿定為水字部（壽春王）
- 寧順公阮福綿宜為口字部（寧順郡王）
- 永祥郡王阮福綿宏為糸字部
- 富平公阮福綿為木字部（富平郡王）
- 宜禾郡公阮福綿宸為足字部
- 符美郡公阮福綿富為食字部
- 咸順郡公阮福綿守為頁字部（咸順公）
- 从國公阮福綿審為肉字部（從善王）
- 綏國公阮福綿寊為草字部（綏理王）
- 襄安公阮福綿寶為衣字部（襄安郡王）
- 從化郡公阮福綿宁為竹字部（遵國公）
- 樂化郡公阮福綿宇為火字部
- 河清郡公阮福綿宋為巾字部
- 義國公阮福綿宰為殳字部
- 鎮蠻郡公阮福綿㝜為車字部
- 山定郡公阮福綿宮為酉字部
- 新平郡公阮福綿寷為革字部
- 葵州郡公阮福綿寮為邑字部
- 廣寧郡公阮福綿宓為辵字部（廣寧郡王）
- 山靜郡公阮福綿㝗為雨字部
- 廣邊郡公阮福綿家為攴字部
- 樂邊郡公阮福綿寬為髟字部
- 巴川郡公阮福綿宿為米字部
- 建祥郡公阮福綿官為目字部（建祥公）
- 和盛郡公阮福綿寯為女字部（和盛王）
- 和國公阮福綿宭為隹字部
- 綏安郡公阮福綿㝓為方字部
- 皇弟阮福綿為欠字部（海國公）
- 皇弟阮福綿寀為毛字部（西寧郡公）
- 鎮靖郡公阮福綿寅為羽字部
- 廣澤郡公阮福綿為門字部
- 安平郡公阮福綿㝘為彳字部（安國公）
- 皇弟阮福綿宱為字部（靜嘉公）
- 鎭邊郡公阮福綿寈為舟字部
- 奠國公阮福綿㝭為田字部
- 綏邊郡公阮福綿寵為風字部
- 皇弟阮福綿為黑字部（桂山郡公）
- 皇弟阮福綿為耳字部（豐國公）
- 鎭定郡公阮福綿為瓦字部
- 皇弟阮福綿㝝為弓字部（懷德郡王）
- 皇弟阮福綿寁為見字部（濰川郡公）
- 皇弟阮福綿為齒字部（錦江郡公）
- 廣化郡公阮福綿宛為走字部
- 皇弟阮福綿㝧為角字部（南策郡公）
- 皇弟阮福綿寓為豸字部
- 皇弟阮福綿寫為麥字部（鎮國公）
- 皇弟阮福綿為厂字部（弘化郡王）
- 新安郡公阮福綿為囗字部
- 皇弟阮福綿客為皿字部（保安郡公），后裔自“宝”字辈改用至字部
- 皇弟阮福綿為虍字部（厚祿郡公）
- 皇弟阮福綿為戈字部（建和郡公）
- 皇弟阮福綿為白字部（建豐郡公）
- 皇弟阮福綿寘為立字部（永祿郡公）
- 皇弟阮福綿寴為韋字部（符吉郡公）
- 皇弟阮福綿寄為身字部（锦川郡王）
- 皇弟阮福綿㝑為皮字部（安川王）
- 皇弟阮福綿為又字部
- 皇弟阮福綿為金字部（安城王）

例如阮福綿定的兒子壽春郡公叫阮福洪，名中第二字有「水」部；孫子壽春鄉公叫阮福膺濠，名中第二字也有「水」部，以此類推。

### 紹治帝諸子後裔
嗣德四年（1851年）閏八月，嗣德帝仿照父親紹治帝給皇弟頒佈字部的例子，給自己的兄弟頒佈了名譜字部：
- 安豐公阮福洪保為寸字部（安豐郡王）
- 泰國公阮福洪付為斤字部，嗣德三十五年（1882年），以斤字部字少，且多非美字為由，改為馬字部（泰盛郡王）
- 建瑞公阮福洪依為香字部，嗣德二十八年（1875年），以香字部字少為由，令以後公子公孫改用石字部。建福元年（1884年），以避皇太妃阮氏香之諱為由全部改為石字部（瑞太王）
- 弘治郡公阮福洪傃為网字部（弘治王）
- 英山郡公阮福洪伾為片字部（永國公）
- 嘉興公阮福洪休為行字部（嘉興王）
- 皇弟阮福洪伉為子字部（丰祿郡公）
- 皇弟阮福洪健為廾字部（安福郡王）
- 皇弟阮福洪傳為彡字部（綏和郡王）
- 皇弟阮福洪傍為止字部
- 皇弟阮福洪儗為刀字部（香山郡公）
- 皇弟阮福洪倢為字部（美祿郡公）
- 皇弟阮福洪侹為字部（奇峰郡公）
- 皇弟阮福洪𠌠為耒字部（富良公）
- 皇弟阮福洪侅為豆字部（堅太王）
- 皇弟阮福洪佚為十字部，啟定朝改為牛字部（文朗郡王）

### 育德帝諸子後裔
成泰十五年（1903年），成泰帝賜美化郡公阮福寶𡾊為比字部。

### 同慶帝諸子後裔
維新年間，維新帝曾賜奉化公阮福寶嶹為鳥字部。